# Wilhelminatoren (Valkenburg)
Der Wilhelminatoren (deutsch Wilhelminaturm oder Wilhelmina-Turm) war ein Aussichtsturm in der niederländischen Gemeinde Valkenburg aan de Geul. Er war benannt nach der niederländischen Königin Wilhelmina, die von 1890 bis 1948 regierte. Das 30 Meter hohe Rijksmonument aus dem Jahr 1906 stand etwa 140 Meter über dem Meer (70 Meter über dem Tal der Göhl / niederländisch Geul) auf dem schmalen Bergrücken des Heunsbergs, auf dessen Nordende die Ruine Valkenburg steht. Er bot einen weiten Blick über das Zuid-Limburger Hügelland (Heuvelland). Am frühen Morgen des 16. März 2025 stürzte der Turm ein.

## Geschichte
Initiator des Turmbaus war das Kurcomité Falcobergia, ein 1895 gegründeter Konkurrenzverein zum zehn Jahre zuvor gegründeten Valkenburger Tourismusverein Het Geuldal. Ziel beider Verbände war die Förderung des aufstrebenden Tourismus in Valkenburg, wobei auch private Interessen eine Rolle spielten. 1898 hatte Het Geuldal im Rotspark auf dem Cauberg einen hölzernen Aussichtsturm errichten lassen. Dieser wurde 1910 wieder abgerissen. Der Wilhelminaturm wurde 1906 auf dem gegenüberliegenden Heunsberg errichtet, damals auf dem Gebiet der Gemeinde Oud-Valkenburg. Das teilweise neugotische Gebäude aus „Limburger Mergel“ wurde vom lokalen Architekten Christiaan Alfons Prevoo im Auftrag des Kurkomitees Falcobergia entworfen.
Im Jahr 1922 kaufte die Familie Schetters-Bours den Wilhelminatoren für einen Betrag von 18.000 Gulden. Sie betrieb dort drei Generationen lang ein Café-Restaurant. Sie installierte eine Wasserversorgung, elektrische Beleuchtung und ein Telefon. Auf die Turmspitze wurde ein Holzdach gesetzt. Dieses wurde mehrmals vom Sturm weggeweht. Im Jahr 1930 wurde auf Initiative vom katholischen Pfarrer Ad Welters ein acht Meter hohes Betonkreuz mit Neonröhren auf der Turmspitze angebracht.
Während des Zweiten Weltkrieges waren die Niederlande von Mai 1940 bis zum Kriegsende Mai 1945 von Wehrmacht-Truppen besetzt. Sie ordneten an, die Neonröhren am Kreuz nicht einzuschalten. Im September 1944 wurde das Gebäude durch einen Granatenangriff beschädigt. 1947 wurde der Turm restauriert. Im Sommer 1948 schlug während eines Sturms ein Blitz in das Kreuz ein. 1950 wurde die Neonbeleuchtung wiederhergestellt, machte aber Probleme. Ab 1954 war der Wilhelminatoren mit einer Sesselbahn vom Valkenburger Gemeindeteil Neerhem aus zu erreichen.
1968 wurde das seit 1960 nicht mehr beleuchtete Betonkreuz entfernt. Auf Initiative von Martin Eurlings und anderen wurde 1969 eine Kampagne zur Finanzierung eines neuen Kreuzes gestartet. Am 11. Februar 1972 wurde ein Aluminiumkreuz installiert. Im Jahr 1989 erfolgte eine umfassende Restaurierung des gesamten Gebäudes. Ab 1997 betrieb die Familie Geenen das Café-Restaurant. Die Umgebung ist als Freizeitpark eingerichtet, mit einer Sesselbahn, der später hinzugefügten Rodelbahn und dem (ehemaligen) Wilhelmina-Steinbruch, der für Paintball und Laser Tag vermietet wird.
Eine Straßenverbindung zum Standort besteht vom südlich gelegenen Valkenburger Ortsteil Sibbe her über den Heunsbergerweg. Ein straßenunabhängiger Fußweg zum Turmareal ist seit 2021 unterbrochen. Für 2025 waren Wartungsarbeiten geplant, die aber bis zum Turmeinsturz noch nicht begonnen hatten.
Am frühen Morgen des 16. März 2025 stürzte der Wilhelminaturm unerwartet ein. Er war zu dieser Zeit für Besucher geschlossen, Personen kamen nicht zu Schaden. Ein Seismograph des KNMI an der Messstation Valkenburg registrierte um 5:31 Uhr (UTC+1) ein Signal, das wahrscheinlich mit dem Einsturz in Zusammenhang steht. Dass der Untergrund auf dem Heunsberg instabil ist, war bekannt und mit ein Grund, dass der Plan zum Bau eines Riesenrades in unmittelbarer Nachbarschaft abgelehnt wurde. Die Gemeinde plant einen Wiederaufbau des Turms mithilfe einer Crowdfunding-Aktion.

## Beschreibung
Der siebengeschossige Turm aus Mergelstein hatte einen rechteckigen Grundriss, die oberen Geschosse waren oktogonal ausgeführt. Er hatte stählerne Spitzbogenfenster. Die Fassade wurde durch umlaufende Gesimse gegliedert und war mit dekorativen schmiedeeisernen Mauerankern verziert. Er wurde von vier Strebepfeilern gestützt, auf denen steinerne Falken angebracht waren. Er besaß spitzbogige Stahlfenster. Im dritten Obergeschoss war die Fassade mit vier Wasserspeiern verziert. Die achteckige Aussichtsplattform war aus Beton gefertigt, samt Zeltdach, auf dem sich ein großes Aluminiumkreuz befand, das abends und nachts beleuchtet war und weithin sichtbar war. Das Dachgeschoss stammte aus den 1930er Jahren. Rund um das Erdgeschoss befanden sich ein Gastronomiebetrieb und ein schmiedeeiserner Zaun.